# Lincoln Dixon
Lincoln Dixon, född 9 februari 1860 i Vernon i Indiana, död 16 september 1932 i Lyndon i Kentucky, var en amerikansk demokratisk politiker. Han var ledamot av USA:s representanthus 1905–1919.
Dixon utexaminerades 1880 från Indiana University, studerade sedan juridik och inledde 1882 sin karriär som advokat i Indiana. Han efterträdde 1905 Francis M. Griffith som kongressledamot och efterträddes 1919 av John S. Benham.